# Šentjakobsko gledališče Ljubljana
Šentjakobsko gledališče Ljubljana, ki deluje od leta 1920, je verjetno najstarejše stalno repertoarno ljubiteljsko gledališče v Evropi. Nahaja se v prvem nadstropju  Mestnega doma na  Krekovem trgu 2 v središču Ljubljane. Ima status društva, ki deluje v javnem interesu na področju kulture, sestavljajo pa ga ljubiteljski igralski ansambel, poklicna uprava in tehnika ter profesionalni zunanji sodelavci z gledališkega področja.  

## Zgodovina
Društvo Šentjakobsko gledališče je začelo svojo kulturno pot leta 1920, ko je začela skupina prostovoljcev delovati v otroškem zavetišču v Florjanski ulici. Naslednje leto je bila uprizorjena prva predstava, Strindbergov Pelikan, v režiji Rajka Ogrina in scenske poslikave znanega slikarja Václava Skrušnyja, leta 1927 pa je bil za tekočo sezono prvič razpisan abonma. Gledališče je doživelo velik razmah leta 1932 z vselitvijo v Mestni dom, kjer deluje še danes. Leta 1941 je italijanski okupator porušil oder, društvo pa se je zavezalo štiriletnemu kulturnemu molku. Ta začasna prekinitev delovanja je bila tudi edina v zgodovini gledališča. Takoj po vojni so člani sami zgradili nov oder in spet začeli redno delati. Tik pred nastankom  Mestnega gledališča ljubljanskega (1949) je prišlo do idej, da se samo Šentjakobsko gledališče reorganizira v nekakšen mestni teater, vendar do realizacije zaradi spoštovanja tradicije in specifičnosti tega gledališča ni prišlo. Obdobje med letoma 1947 in 1965 velja z nastavljenim stalnim režiserjem in nekaterimi zaposlenimi (tudi igralci) za »polpoklicno dobo« Šentjakobskega gledališča, ki se je končala s pridružitvijo Zvezi Svobod (današnji  Zvezi kulturnih društev), v okviru katere je začelo gledališče vsako leto sodelovati na srečanjih dramskih amaterskih skupin Slovenije. Konec 50. let je ustanoviteljske pravice in dolžnosti do teatra je prevzel Mestni svet, 60. leta pa so prinesla Šentjakobskemu gledališču več prostorov v prvem nadstropju Mestnega doma na Krekovem trgu (izselila se je poklicna gasilska brigada), na repertoarnem področju pa, celo po osnovnih profesionalnih kriterijih, nadpovprečno število predstav in uprizoritev. S sezono 1964/1965 so začeli člani ob vsaki premieri izdajati gledališki list. 1986. leta je Mestni dom postal ljubljanska kulturna hiša. V pritličju, kjer je imelo poleg gasilcev kasneje svoje prostore še trgovsko podjetje Sadje-zelenjava, je nastalo Lutkovno gledališče Ljubljana. Šentjakobsko gledališče je dobilo nov oder, izboljšano tehniko, prostornejše zaodrje, nove pisarniške prostore, prostor za arhiv v drugem nadstropju Mestnega doma... 

## Delovanje Šentjakobskega gledališča
Društvo danes šteje preko sto članov. Igralci Šentjakobskega gledališča so v društvo prostovoljno včlanjeni ljudje vseh starosti, ki se z gledališko dejavnostjo ukvarjajo ljubiteljsko v svojem prostem času in za to ne prejemajo honorarja. Pri predstavah sodelujejo s profesionalnimi zunanjimi sodelavci (režiserji, dramaturgi, kostumografi, scenografi, itd.), ki k projektom pristopijo pogodbeno, med njimi pa se najdejo tako velika imena slovenske gledališke scene, kot so Mile Korun, Diego de Brea, Zvone Šedlbauer, Gojmir Lešnjak, Gašper Tič, Boris Kobal in drugi. Novi člani se društvu po navadi priključijo z uspešno opravljeno avdicijo. Šentjakobsko gledališče že od nekdaj predstavlja za številne mlade igralce odskočno desko na njihovi poklicni igralski poti. Na Šentjakobskem odru so igralske izkušnje pridobivali Danilo Bučar, Ivan Cesar, Metka Bučar, Ančka Levarjeva, Stane Sever, Miran Sancin, Frane Milčinski - Ježek, Bine Matoh, Saša Pavček, Draga Potočnjak, Barbara Cerar, Nataša Barbara Gračner, Lara Jankovič, Jurij Zrnec… Sicer pa ima to gledališče tudi pomembno socialno-vzgojno funkcijo, saj s svojim programom dela ponuja možnosti kakovostnega in ustvarjalnega preživljanja prostega časa. Šentjakobsko društvo je sofinancirano s strani  Mestne občine Ljubljana ter  Javnega sklada za kulturne dejavnosti, vendar pa več kot polovico potrebnih sredstev zasluži samo.

## Priznanja
Šentjakobsko gledališče se redno udeležuje različnih festivalov po vsej Sloveniji, med drugim dveh največjih tekmovalnih festivalov ljubiteljskih gledališč,  Linhartovega srečanja in  Čufarjevih dnevov, na katerih je tudi v zadnjem času prejelo številna priznanja. 
V sezoni 2008/2009 je na obeh omenjenih tekmovanjih slavila predstava Bog v režiji Gašperja Tiča, in sicer na prvem v kategoriji za glavno moško vlogo (Boris Car) in na drugem v kategoriji za najboljšo predstavo po izboru žirije. 
V sezoni 2009/2010 je na Linhartovem srečanju Matička za najboljšo predstavo prejela predstava Prevzetnost in pristranost v režiji Zvoneta Šedlbauerja ter Ana Lavrinc za najboljšo žensko vlogo v omenjeni predstavi, Čufarjevo plaketo po izboru občinstva pa predstava Družinska zadeva v režiji Jaše Jamnika. Leta 2009 je bila igralki Ani Lavrinc podeljena še prestižna Severjeva nagrada za vlogo Elizabeth Bennet v predstavi Prevzetnost in pristranost.
- Leta 1996 je društvo od predsednika države  Milana Kučana prejelo Častni znak svobode, visoko državno odlikovanje za zasluge v ljubiteljski gledališki dejavnosti in bogatenje slovenske kulture.
- Zaradi uspehov in kakovosti je ministrstvo za kulturo leta 1997 podelilo Šentjakobskemu gledališču status društva, ki deluje v javnem interesu na področju kulture.
- Zaradi vloge, ki jo je opravilo Šentjakobsko gledališče v slovenskem gledališkem prostoru,  je Ministrstvo za kulturo 21.8.2020 dejavnost ljubiteljskega gledališča uvrstilo v Register nesnovne kulturne dediščine.

## Program
Šentjakobsko gledališče je repertoarno gledališče abonmajskega tipa, ki deluje na način profesionalnih gledališč, razlikuje pa se po nepoklicnem in neplačanem igralskem ansamblu ter manjšemu številu premier in ponovitev. Letno pripravi 5 ali 6 premier, med katerimi sta tudi otroška in maturitetna predstava. Ostale predstave obsegajo vse žanre, tradicionalno pa se Šentjakobsko gledališče nekoliko bolj nagiba h komedijam. Bilo je tudi eno prvih slovenskih gledališč, ki se je spoprijelo s tako zahtevno zvrstjo kot je muzikal, s katerimi še danes polni dvorane. Vsako leto ponudijo gledalcem tudi novoletno predstavo.

## Problematika izselitve iz Mestnega doma
V začetku novembra 2008 je Šentjakobsko gledališče od Mestne občine Ljubljana na podlagi Strategije razvoja na področjih kulture v MOL 2008-2011 dobilo odpoved najemne pogodbe v sedanjih prostorih, v katerih deluje že 76 let. Strategija predvideva njegovo preselitev v Dom Španskih borcev, kjer trenutno deluje Gledališče za otroke in mlade Ljubljana, ki naj bi bilo z letom 2009 pripojeno  Lutkovnemu gledališču Ljubljana. Društvo Šentjakobsko gledališče se, ob podpori številnih uveljavljenih imen strokovne javnosti, ne strinja z odločitvijo mestne oblasti, saj meni, da bi menjava lokacije resno ogrozila njegovo delovanje in identiteto.

### Razplet
Rezultat številnih pogajanj, ki so trajala skoraj leto dni, je kompromis med Mestno občino Ljubljana, Šentjakobskim gledališčem, Lutkovnim gledališčem ter Gledališčem za otroke in mlade (ki kot tako ne obstaja več in deluje kot dramski oddelek Lutkovnega gledališča). Mestni dom je v celoti predan v upravljanje Lutkovnemu gledališču, ki izvaja predstave tudi na Šentjakobskem odru. Uprava Šentjakobskega gledališča se je preselila na bližnji Vodnikov trg, kjer ima tudi nove vadbene prostore, vendar predstave še naprej uprizarja na Šentjakobskem odru v Mestnem domu na Krekovem trgu. Nekdanje Gledališče za otroke in mlade je svojo zadnjo predstavo v Španskih borcih odigralo septembra 2009. Španski borci so postali nov center kulture z raznolikim programom in so med drugim domicil mednarodnega ansambla za sodobni ples EnKnapGroup.